# Écoquartier
Ne pas confondre avec Éco-quartier, programme environnemental de la ville de Montréal

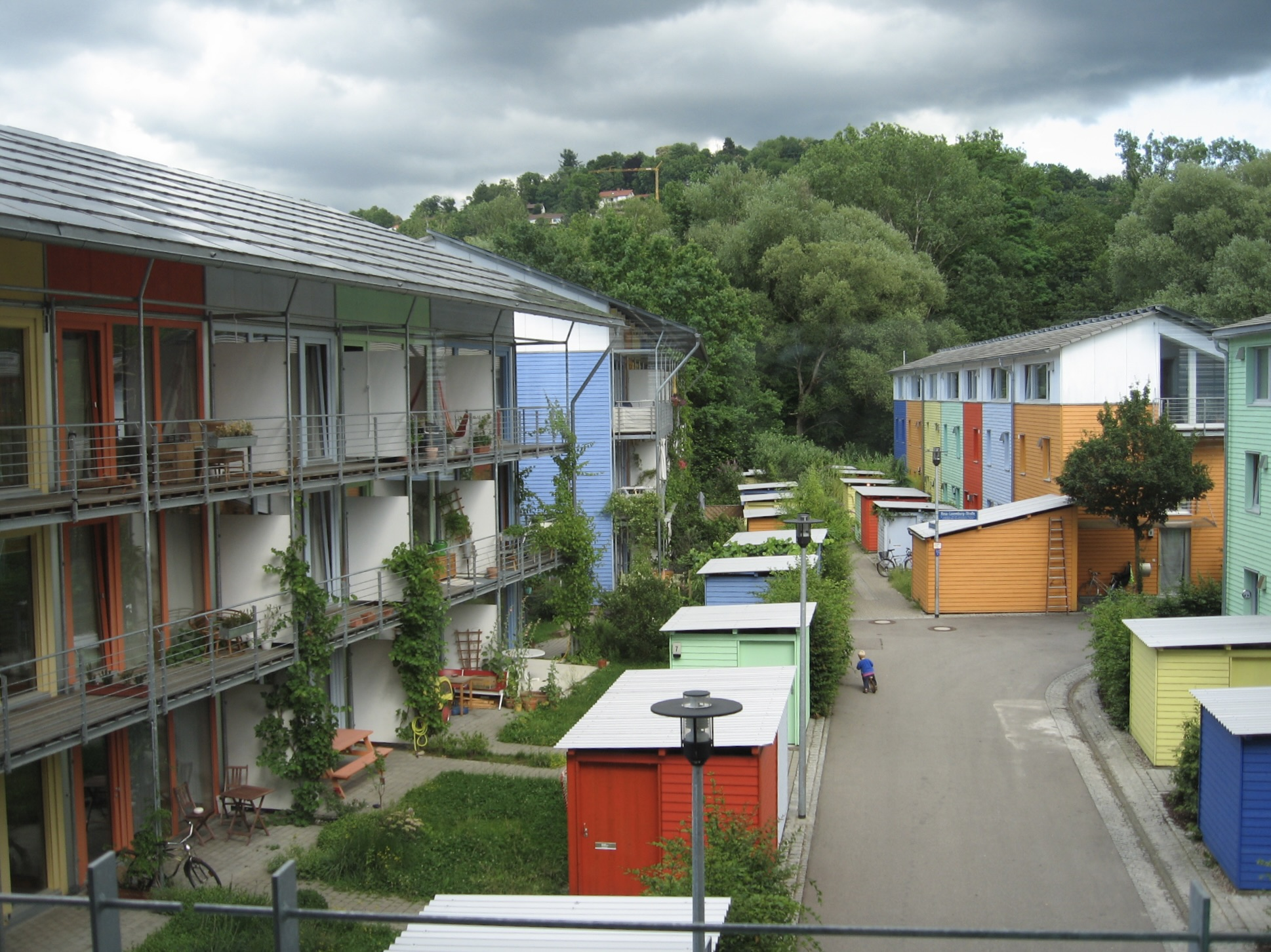
Quartier Vauban à Fribourg-en-Brisgau (Allemagne).

Un écoquartier est un quartier ou un ensemble de bâtiments dont la conception vise à être plus durable que des constructions standards. L'objectif est d'associer la maîtrise des ressources nécessaires à la population et aux activités de production économiques, à la maîtrise des déchets qu'ils produisent. Il comprend une fourniture locale de l'énergie ainsi qu'un retraitement des déchets sur leurs aires de production, compte tenu des techniques et des circuits courts de recyclage et de distribution connus respectant les réglementations en vigueur. C'est une unité d'aménagement qui produit accessoirement une unité culturelle. Cette caractéristique de maîtrise dépend généralement d'une implication des habitants.

## Définition
Le terme « écoquartier » est un néologisme associant le substantif « quartier » au préfixe « éco- », emprunté au grec ancien οἶκος / oīkos, « maison ».
Ce néologisme est à l'origine du label ÉcoQuartier, promu par le ministère français de l'Écologie, du Développement durable et de l'Énergie (MEDDE). Il désigne un projet d'aménagement urbain visant à intégrer des objectifs dits « de développement durable » - concernant les 3 volets économiques, sociaux et environnementaux - et à réduire l'empreinte écologique du projet. Cette notion insiste sur la prise en compte de l'ensemble des enjeux environnementaux en leur attribuant des niveaux d'exigence ambitieux

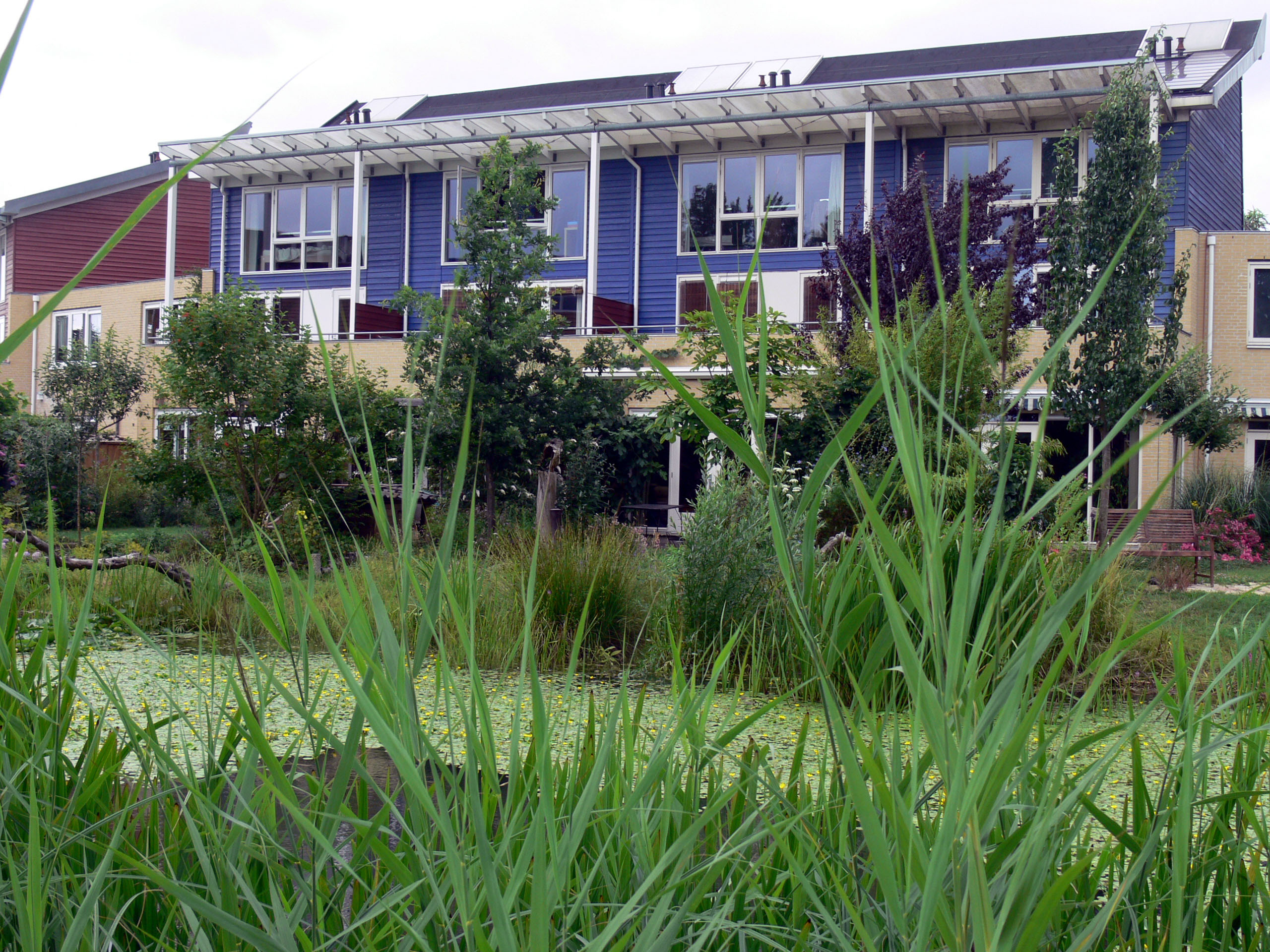
Eva Lanxmeer à Culembourg.

Selon les promoteurs de ce terme, un écoquartier concilierait autant que possible ces différents enjeux environnementaux dans le but de réduire l'impact du bâti sur la nature :
- Réduction des consommations énergétiques : les bâtiments, notamment, répondent à des exigences très strictes avec des consommations au mètre carré aussi faibles que possible. Les écoquartiers remarquables recourent tous aux énergies renouvelables (solaire, le plus souvent).
- Meilleure gestion des déplacements avec limitation de la voiture et incitation à l'utilisation de transports doux (transports en commun, vélo, marche) : les écoquartiers favorisent l'usage du vélo grâce à des pistes cyclables, la présence de parking à vélo sécurisé, des voies piétonnes permettent de circuler en toute sécurité, des arrêts de bus parcourent le quartier, etc. Cette limitation de l'automobile peut même aller jusqu'à son interdiction totale, comme dans le cas des quartiers Carfree, mais dans tous les cas elle implique au moins une réflexion sur l'offre de stationnement automobile[4].
- Réduction des consommations d'eau : les eaux pluviales sont récupérées et utilisées pour arroser les espaces verts, nettoyer la voie publique ou alimenter l'eau des toilettes.
- Limitation de la production de déchets : la collecte sélective des déchets est de rigueur, mais les déchets verts peuvent également être facilement compostés grâce à des emplacements prévus à cet effet - le compost pouvant ensuite être utilisé pour les jardins et espaces verts.
- Favoriser la biodiversité : suivant les écoquartiers, des mesures peuvent être prises ou encouragées pour permettre à une flore et une faune locale de s'épanouir.
- Les matériaux de construction utilisés et les chantiers peuvent faire l'objet d'une attention particulière (écomatériaux, meilleure gestion des déchets de chantier, réutilisation d'éléments dans le cadre d'une réhabilitation…). Un projet (2012) prévoit d'expérimenter l'utilisation de modules préfabriqués en usine, assemblés sur site en quelques heures (une nouvelle maison (ossature bois) devrait être assemblée chaque jour sur le quartier), à Vert-Saint-Denis[5].

## Label «ÉcoQuartier»

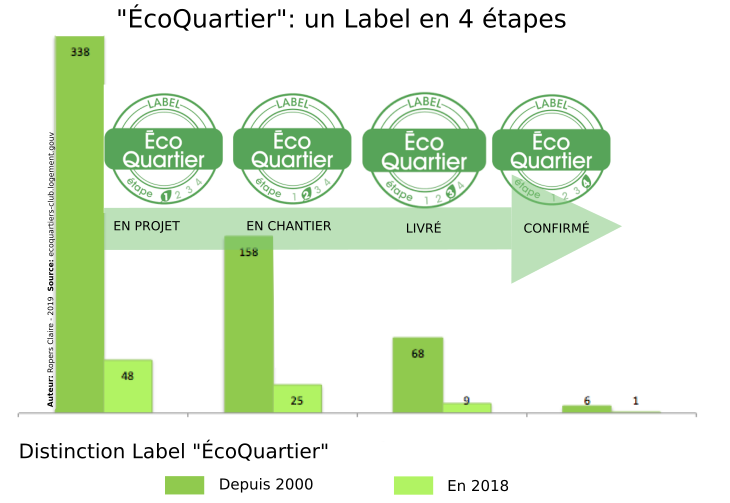
La labellisation comporte 4 étapes représentées sur le schéma. L'histogramme compare le nombre de villes labellisées depuis 2000 au nombre de villes labellisées en 2018.

Le label « ÉcoQuartier » est le résultat d’un processus comprenant la signature de la Charte des Écoquartiers par des élus et leurs partenaires. Cette charte contient 20 engagements répartis en quatre parties majeures : « Démarche et processus », « Cadre de vie et usagers », « Développement territorial » & « Environnement et climat ». L'obtention du label « ÉcoQuartier » s'inscrit dans une démarche volontaire et partenariale, aucune aide financière n'est prévue.
La labellisation comporte quatre étapes correspondant aux différents stades du projet. La séparation du Label en quatre étapes permet au ministère de mesurer la tenue des engagements des collectivités dans le temps.
- Étape 1 : obtenu par la signature de la charte « ÉcoQuartier »
- Étape 2 : engagement du chantier. Le label écoquartier « étape 2 » est délivré par la Commission nationale ÉcoQuartier après expertise.
- Étape 3 : livraison de l’ÉcoQuartier, label obtenu après ici aussi expertise.
- Étape 4 : confirmation de l’ÉcoQuartier, crée en 2017, permet de mesurer la tenue des engagements dans le temps, après 3 ans de vie dans le quartier[6].

## Concepteurs et usagers
De l’élaboration à la phase d’exploitation, tout quartier est le résultat de l’action entreprise par une multitude d’acteurs aussi variés que nombreux. L'idée de parer une opération d'urbanisme du label « Écoquartier » émane généralement de la collectivité concernée ; parfois, d'un collectif de citoyens.
Une équipe de maîtrise d'œuvre pluridisciplinaire est sollicitée pour articuler les enjeux entre eux : urbanistes, paysagistes, architectes, sociologues, consultants en environnement… Lesquels doivent se montrer particulièrement ouverts à la protection de l'environnement.
Un écoquartier ne pourrait pas se faire sans grands acteurs du bâtiment et des professionnels de l'acte de construire tel que les assistants à maîtrise d'ouvrage (AMO, concepteurs, promoteurs, architectes, paysagistes, ingénieurs...) nécessaires afin d'assurer la cohérence du projet. On retrouve donc des promoteurs, investisseurs et gestionnaires de réseaux tels que le groupe MecoConcept & Assainissement associé au groupe Betem International qui ont pour concept des offres d'écoquartiers autonomes en énergie et en eau potable. En France, les bailleurs sociaux se sont beaucoup impliqués dans les quartiers puisqu'ils ont tout intérêt à voir les factures énergétiques diminuer. Ils sont devenus un moteur majeur dans le lancement de telles opérations.

## Mixité fonctionnelle: service, commerce et culture
Dans l’optique de réduction des distances, le quartier écologique tente d’établir un zonage multifonctionnel. Réunissant évidemment du logement (majoritairement collectifs), mais aussi des entreprises, des services, des commerces (souvent au rez-de-chaussée des immeubles), des établissements publics, des salles de spectacle… Un exemple de ce genre d’installation est le centre Krokus à Hanovre, qui réunit sous le même toit : une bibliothèque, un centre d'arts, des salles de réunions, un studio, un atelier et une maison de quartier. Ou encore l'écocité Tianjin en Chine qui rassemble des logements, des parcs et jardins, des écoles des équipements médicaux, des quartiers d'affaires avec une volonté d'utilisation de véhicules hybrides pour les trajets entre les différentes installations. Dans ce zonage multifonctionnel se trouvent également de nombreux espaces verts. Ici aussi, les quartiers durables marquent leur originalité par le fait d'éviter la séparation entre les jardins privés et les espaces publics, ceci afin de constituer un continuum vert et d'augmenter le bien-être.

## Mobilités dans les écoquartiers
Dans la conception des écoquartiers la mobilité et les déplacements sont des enjeux environnementaux mais aussi économique incontournables afin de diminuer la pollution de l’air et les émissions de gaz à effet de serre. Les concepteurs préconisent le développement des transports collectifs et l’utilisation de mobilités douces, mobilités durables, aussi appelé « Écomobilité », comme alternatives à l’usage de la voiture en lien avec la densité urbaine.
Les ambitions en matière de mobilités affichées dans les projets d’écoquartiers prennent en compte les déplacements au sein de ce dernier tout en travaillant sur une densité et une compacité acceptable. Les mobilités douces telles que le vélo, la marche, et les transports collectifs tels que l’auto-partage ou le covoiturage sont privilégiés pour réduire la dépendance à l’automobile. L’intégration des mobilités douces se fait par la mise en place d’aménagement de services tels que des accès aux vélos importants dans les espaces publics, la limitation de stationnements des voitures, l’adaptation des espaces publics pour faciliter l’accès au quartier et dans le quartier ou encore l’aménagement de parkings de manière restreints, aux périphéries des écoquartiers, loin des logements et des bureaux. L’écoquartier « Danube » à Strasbourg est un parfait exemple ou le stationnement automobile est très restreint ou le nombre de places de stationnement automobile prévu pour les habitants du quartier est de 1 place pour 2 ménages. Cela permet de limiter les circulations internes mais cela permet aussi l’aménagement de nouveaux types d’espaces plus favorables au mode de vie des habitants: l’augmentation de la taille des logements, influencer leurs pratiques de déplacements, en effet, la proximité du stationnement renforce la fréquence d’usage de la voiture.
Ces aménagements vont susciter des pratiques de mobilités différentes selon l’implication des habitants et par exemple la distance de marche acceptable selon eux. Elle est par exemple en Belgique de 300 à 600 mètres. Cette distance est beaucoup plus importante en Roumanie.

## Réflexion sociale sur la vie en communauté
L'habitat groupé représente sans doute une caractéristique que de nombreux écoquartiers pionniers d'Allemagne ont en commun, tels que le Quartier Français, Loretto ou Mühlenviertel. L'habitat groupé de Loretto a par ailleurs permis la création d'associations chères au quartier ainsi qu'un festival nationalement reconnu. Ce type d'habitat étant de plus en plus en vogue, les prix au mètre carré ne cessent d'augmenter, attirant ainsi une population des classes moyennes.[style à revoir]

## Critiques, controverse
L'architecte Rudy Ricciotti, lauréat du grand prix national de l'architecture en 2006, estime le concept d'écoquartier vide et racoleur au point de le qualifier de « terme abominable » et de préciser : « c'est un slogan politique approximatif, adossé à beaucoup d'ignorance et de cynisme ».
D'autres[Qui ?] estiment que le concept d'écoquartier prend un certain sens quand il s'agit de rénovation urbaine, mais se contredit quand il s'agit d'implantation détruisant un milieu naturel ou semi-naturel. Et certains s'étonnent[réf. nécessaire] de voir naître des projets d'écoquartiers ruraux, très déconnectés des services (transports en commun ou gare, école, alimentation, santé). Si la concentration de l'habitat et des activités humaines est moins écologique que la répartition de la population dans des villes plus petites[réf. nécessaire] (immeubles énergivores, importation alimentaire), le comportement des habitants influence la qualité finale du quartier (écocitoyenneté, avec utilisation de transports propres, tri des déchets, développement de l'auto-énergie et mise en commun des moyens, etc.).
Selon une étude de 2013, en France, les écoquartiers reproduisent souvent des erreurs faites par les concepteurs de villes nouvelles. La « carte blanche » qui leur est laissée ne les incite pas à tenir assez compte des besoins des habitants et (dans le cas des écoquartiers) des conditions de soutenabilité (biodiversité, énergie, adaptation au changement climatique, etc.). Ainsi, selon le sociologue Michel Bonetti coauteur du guide « préconisations pour la conception et la gestion d'un écoquartier : les organismes HLM impliqués dans le développement durable », « On voit fleurir des formes dont le fonctionnement social est très problématique, telles que l'urbanisme sur dalle, le développement d'immeubles à coursives, la réalisation d'îlots fermés et de cœur d'îlots complexes, avec une multiplication des passages traversants. Autant de formes qui sont souvent proscrites dans les projets de rénovation urbaine » avec des espaces publics parfois confondus avec l'espace privé, contredisant les démarches engagées dans la rénovation urbaine. Les objectifs d'efficacité énergétique et de bonne gestion de l'eau et des déchets restent pertinents dans les écoquartiers, mais leur conception architecturale semble parfois inadaptée, par exemple avec des exercices esthétiques se voulant modernistes de façades uniformes ou de pieds d'immeuble presque « aveugles ». Bruno Bessis estime que dans ces cas, il ne s'agit pas de véritables écoquartiers, mais selon lui, « la force du label 'Écoquartier' est justement de ne pas proposer de modèle ». Comme les villes nouvelles, ces quartiers laissent une certaine place à la nature, mais tiennent peu compte des habitants qui n'y arrivent qu'après la construction et se voient imposer des formes urbaines et modes de vie proches des projets urbains habituels.
Des voix s'élèvent[Qui ?][style à revoir] aussi pour dénoncer la récupération du concept par des « promoteurs architectes » dont les projets ne respectent qu'en partie la notion d'écoquartier et peuvent même à terme contribuer à augmenter l'empreinte écologique (déplacements non raisonnés, commerces de proximité non prévus),,.
Par ailleurs la création de ces quartiers nouveaux ne doit pas masquer la nécessité de rénover nos villes[style à revoir] entièrement et surtout de faire évoluer le comportement des habitants en favorisant les échanges et la concertation (écologique, politique, économique) dans les quartiers existants.
Plusieurs auteurs dénoncent l'utilisation du terme d'écoquartier dans un but marketing, pour des projets qui restent avant tout des opérations immobilières,. 

## Limites des écoquartiers

### Des projets abandonnés ou «ratés» qui ne méritent plus l'appellation d'écoquartier
Pour diverses raisons, certains projets de constructions d'écoquartiers n'ont jamais vu le jour. D'autres ne sont pas perçus comme des écoquartiers à part entière. En voici quelques exemples :
Le quartier de Songdo à Incheon : Ce nouveau quartier, construit à partir de 2003, se situe aujourd'hui tout autour d'un parc de 41 hectares. En 2003, l'association Birds Korea avait appelé à l'arrêt des travaux à cause de la perte de la vasière qui abritait plusieurs espèces d'oiseaux menacées et servait d'étape aux oiseaux migrateurs. Le quartier est finalement construit et présenté comme un modèle de développement durable grâce à ses nombreux équipements et ses bâtiments à hautes qualités environnementales constitués selon les normes de la LEED (Leadership in Energy and Environmental Design).
L'aménagement du quartier Confluence à Lyon : La Confluence était un vaste projet d'extension métropolitaine au Sud de Lyon. Pour transformer ce site et en faire un quartier innovant[Quoi ?], la municipalité de Lyon a axé son offre sur des aménagements urbains (pôle de loisirs et de commerces, ouverture du Musée des Confluences ou encore accueil de grands événements culturels). Cependant, une certaine fragilité politique entre les citoyens et les aménageurs n'a pas permis un bon fonctionnement avec des partenariats envisagés. Bien que certains points semblent avantageux tels que des nouveaux emplois, des transports multimodaux ou une meilleure qualité environnementale et des meilleures performances énergétiques, d'autres points comme l'accessibilité, le stationnement, des prix très élevés (le chantier a atteint les 330 millions d'euros alors qu'il devait en coûter au départ 61 millions) mais aussi des problèmes de sécurité au sein du quartier n'ont pas permis de remplir les objectifs de départ propres à un écoquartier.
Le quartier BedZED à Londres : Avec des objectifs environnementaux, énergétiques et sociaux le quartier de BedZED a eu des résultats concluants jusqu'à l'instant de la fermeture de la centrale de cogénération en 2005 à la suite de pannes et de la faillite de l'entreprise chargée de sa gestion. Cette centrale devait alimenter tout le quartier en chaleur et en électricité à partir de biomasse. Les entretiens difficiles du site ont provoqué des pannes récurrentes qui n'ont pas permis un bon fonctionnement du projet. Les bâtiments du BedZED sont désormais reliés au réseau classique pour s'approvisionner en électricité. Cela contredit les idées des concepteurs ainsi que le concept d'écoquartier.
Le quartier de Hedebygade à Copenhague : Comme pour le quartier BedZED, le quartier de Hedebygade a subi des dysfonctionnements dus à des erreurs d'installations, un manque de moyens pour l'entretien et de suivi par les entreprises. Le quartier n'a pas atteint ses objectifs ; les panneaux solaires et le système de récupération d'eau de pluie n'ont jamais fonctionné.

## Bonnes pratiques, recommandations
Un guide français réalisé en 2012 exprime sept recommandations :
1. « faire de l'écoquartier un levier de régénération urbaine des territoires dans lesquels il s'insère » ;
2. « activer les ressources et le potentiel socio-urbain du site et de son environnement » ;
3. « s'appuyer sur une articulation des dimensions urbaines et paysagères pour structurer l'écoquartier » ;
4. « favoriser une mixité socio-urbaine basée sur le développement du lien social et de l'écocitoyenneté » ;
5. « concevoir des îlots d'habitat et des bâtiments favorables à un bon fonctionnement social urbain » ;
6. « anticiper les conditions de gestion » des déchets, des eaux et réseaux de chaleur » ;
7. « mettre en place et faire vivre une démarche d'aménagement urbain durable ».

Les auteurs de ce guide invitent à différencier les « projets d'aménagement ou de développement urbain durable » des véritables écoquartiers qui sont des « projets destinés aux habitants qui adhèrent profondément aux exigences écologiques, et qui reposent réellement sur leur participation ».
Après l'évaluation (dans le cadre d'une thèse) des aspects environnementaux de 54 écoquartiers européens, surtout situés en France, un logiciel (« Biodi(V)strict ») a été développé en 2012 par AgroParisTech. Il vise à aider les aménageurs à développer un mini-réseau écologique à l'échelle d'un écoquartier ou d'une zone d'aménagement.

## Exemples

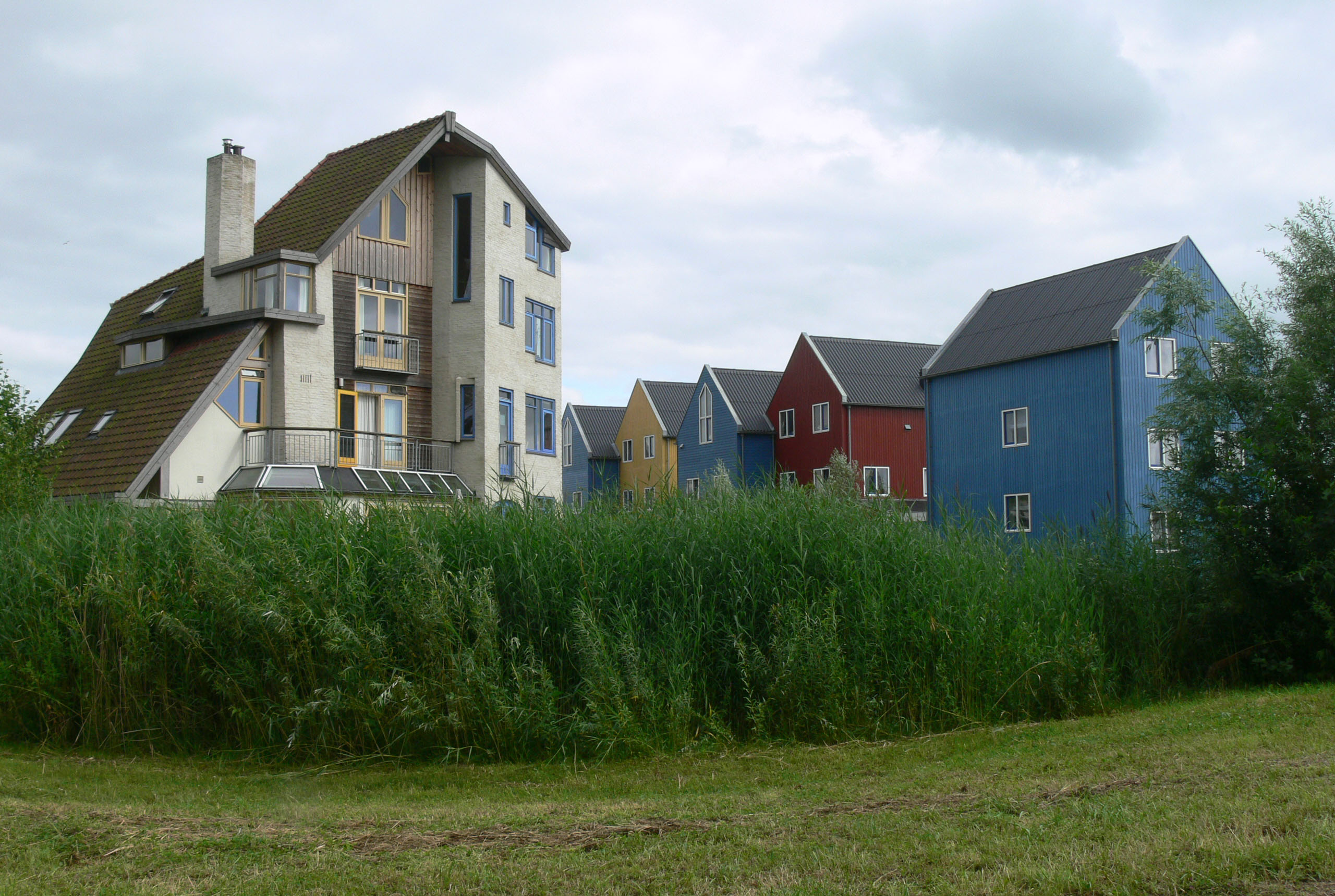
Écoquartier Eva Lanxmeer à Culembourg.

On trouve des écoquartiers dans les endroits suivants :

### Afrique
En Afrique, les acteurs publics et privés ont négligé l'investissement urbain au profit des campagnes, en conséquence les modèles d'écoquartier adaptés au contexte géoclimatique africain restent encore à inventer. L'architecte-paysagiste Denis Targowla et l'architecte malien Gaoussou Traoré ont conçu avec l'urbaniste Pascal Reysset l'écoquartier Sébénikoro 2000 sur les bords du Niger à Bamako, l'un des écoquartiers les plus aboutis d'Afrique.
- Sébénikoro 2000 (Niger)
- Steyn City (Afrique du Sud)
- Ksar Tafilelt : Le Projet Tafilelt à Ghardaïa, ville du nord de l’Algérie au Sahara, a été fondé par Ahmed Nouh en 2003. Le projet a reçu le premier prix de la ville durable à la COP22 à Marrakech et peut donc s’affirmer comme modèle d'urbanisme écologique au sein de la région nord-africaine. Tafilelt s’adapte à son milieu grâce à son architecture constituée de matériaux (la pierre, la chaux et le plâtre) dotés d’une bonne inertie thermique et issus de son environnement local. L’ensemble du projet est construit selon des méthodes ancestrales fondées sur l’architecture ksourienne de la région. Son urbanisme dense s’adapte au climat du Sahara, il favorise les ruelles ombragées et les protège des vents dominants et sableux. La modernité s’insère dans le projet par « l’introduction de l’élément «cour» pour augmenter l’éclairage et l’aération de l’habitation ainsi que l’élargissement de ses espaces intérieurs » (A. Nouh). Cette alliance entre modernité et tradition est teintée par un « acte de militantisme » répondant à une crise du logement secouant la région en 2000. Ce projet se revendiquant non lucratif vise à offrir des terrains à prix raisonnable en priorité aux familles ainsi qu'aux femmes ayant des enfants ou des parents à charge. La ville est régie par une charte signée par chaque habitant, visant à les responsabiliser vis-à-vis de l’environnement. La propreté de chaque îlot est assurée par un ménage. L’éducation à l’environnement passe également par la plantation obligatoire de trois arbres par chaque propriétaire[33].

### Allemagne
- Vauban Fribourg-en-Brisgau : construit sur une ancienne base militaire, le quartier Vauban, bâti en 1996, près de Fribourg en Allemagne, est devenu la vitrine européenne des écoquartiers. Les 34 hectares de ce quartier regroupent 2 000 logements et 600 emplois. Ce voisinage de 5 500 habitants met l'accent sur un grand nombre d’innovations écologiques. Créé par les résidents comme un « voisinage de courte distance », les habitants de Vauban réduisent progressivement l'utilisation des voitures pour laisser la rue aux enfants. Ce modèle de Carfree passe par la mise à l’écart des places de stationnement en périphérie du quartier et une restriction de la circulation automobile. À l’inverse, une offre performante en transport collectif (bus et tramway) est proposée aux habitants avec un système de car-sharing (voiture partagée). Vauban se situe à 3 km au sud du centre-ville de Fribourg-en-Brisgau, soit à 15 minutes de trajet à vélo ce qui limite la nécessité de prendre la voiture pour accéder au centre-ville.
- Le quartier de Kronsberg à Hanovre : Première phase de construction entre 1997 et 2000. Aujourd'hui 7 300 personnes vivent à Kronsberg dans 2600 appartements, 150 copropriétés et environ 400 logements individuels[34]. Ce projet a été intégré au programme de développement européen dans le cadre de l'exposition universelle EXPO 2000. Un fonds spécial a été créé de façon à financer les infrastructures du nouveau quartier, la municipalité a accepté de dépenser la majeure partie des revenus issus de la vente des terrains à l'aménagement de la zone. Cela a permis de bénéficier d'infrastructures de grande qualité dès les premières phases du projet (écoles, zones résidentielles, jardins, maison de quartier "KroKuS") ainsi que des éléments paysagers à forte identité (zones reboisées, reliefs artificiels, place centrale, système de retenue des eaux de pluie)[35]. Toutes les habitations sont des logements de basses énergies qui ne consomment pas plus de 55 kWh par m2 par an pour le chauffage. L'énergie éolienne est la principale source d'énergie renouvelable utilisée à Kronsberg ce qui en fait un exemple type du quartier à haute qualité environnementale ; cependant, il ne répond pas totalement à la définition d'un écoquartier en termes de mixités et de vie de quartier.

### Canada
- Communauté solaire de Drake Landing, un écoquartier construit en 2007 dont plus de 90 % des besoins annuels de chauffage sont couverts par l'énergie solaire.
- Technopôle Angus (Montréal), un écoquartier en cours de construction en 2020-2021 dont la principale particularité est la présence d'une boucle énergétique entre le secteur industriel et commercial du projet et le secteur résidentiel. Cette caractéristique permet la captation de la chaleur générée par les industries durant le jour et de la redistribuer par un système hydraulique vers le quartier résidentiel tout près pour qu'elle soit utilisée durant la nuit alors que les résidents s'y trouvent. À l'inverse, la chaleur des résidences étant devenue caduque durant la journée, les travailleurs n'y étant plus, elle est redistribuée aux locaux industriels, fermant ainsi la boucle énergétique. Le quartier possède aussi une gestion des eaux pluviales avec l'intégration de mesures de rétention et d’absorption comme les "noues", les stationnements perméables, des secteurs inondables et les aménagements paysagers permettant l’absorption de l'eau de pluie[36].
- À Québec (ville), il existe trois écoquartiers : la Cité Verte, la Pointe-D'Estimauville et la Pointe-aux-Lièvres[23],[37],[38],[39].
- À Montréal, il existe le programme Éco-quartier, qui est déployé dans 16 arrondissements et qui vise à promouvoir l'écocivisme en mettant en place des actions environnementales (ruelles vertes, sensibilisation, corvées de nettoyage, etc.)[40],[41]. Plusieurs projets d'écoquartiers à proprement parler sont en cours : Lachine-Est, au bord du Canal de Lachine, Louvain-Est dans l'arrondissement d'Ahuntsic-Cartierville et Namur-Hippodrome dans l'arrondissement de Côte-des-Neiges–Notre-Dame-de-Grâce[42],[43],[44].

### Chine
- Dongtan
- Éco-cité de Tianjin
- Liuzhou Forest City
- Caidian Wuhan

### France

#### Écoquartiers aménagés

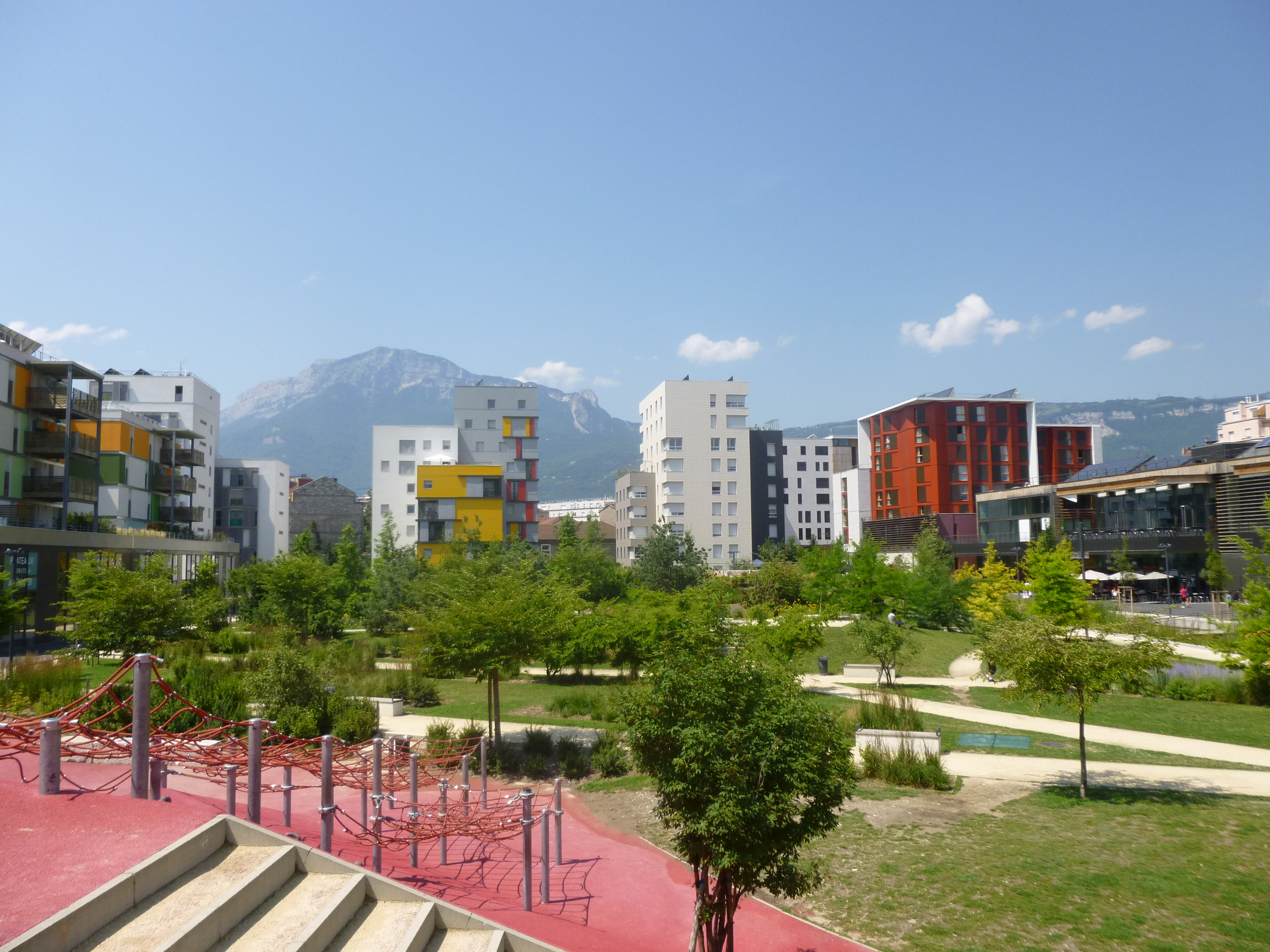
La caserne de Bonne à Grenoble, grand prix Écoquartier 2009.

Voici la liste des écoquartiers recensée par l'État français :
- Auxerre (Yonne) : le quartier des Brichères a été rénové pour être transformé en écoquartier. Ainsi, trois tours ont été détruites, laissant place à des habitations de un, deux ou trois étages et les barres ont été rénovées. La ville d'Auxerre reste dans l'optique de l'économie dans la rénovation de ses différents quartiers et ses quais. Le projet a été finalisé en 2009[45]
- Bordeaux (Gironde) : l'écoquartier Ginko sur 32,30 ha environ délimité par les berges du lac de Bordeaux. Début des travaux en 2010. Le 18 décembre 2014,  Sylvia Pinel, ministre du Logement de l’Égalité des territoires et de la Ruralité, décerne le label EcoQuartier à Ginko[46].
- Brétigny-sur-Orge (Essonne) : l'écoquartier Clause-Bois Badeau est en construction depuis 2009 ; jusqu'en 2025 environ. Il devrait accueillir près de 8 000 habitants près de la gare RER de Brétigny-sur-Orge.
- Fresnes (Val-de-Marne) : fin 2014, l'écoquartier de La Cerisaie a été inauguré et peut accueillir 850 logements[47].
- Grenoble (Isère) : la ZAC de Bonne, huit-cent cinquante logements. Écoquartier sur le site de l'ancienne caserne de Bonne[48] et récompensé par le grand prix national Écoquartier décerné par le ministère de l'Écologie le 4 novembre 2009[49]. Ce quartier s'est distingué des autres candidats par l'intégration de toutes les dimensions du développement durable : l'axe social et sociétal, l'axe économique et l'axe environnemental[50].
- Mont-de-Marsan (Landes) : écoquartier du Peyrouat, aménagé entre 2010 et 2014.
- Mulhouse (Haut-Rhin) : écoquartier Wagner, débuté en 1999, achevé en novembre 2011. De 2000 à 2004, les deux tiers de six-cent-trente-cinq logements HLM répartis en treize barres de cinq niveaux, construits entre 1956 et 1958, sont réhabilités et deux-cent-trente autres sont détruits. En 2005 démarre la construction de cinq programmes immobiliers de dix-sept résidences pour un habitat à ossature en bois et en matériaux recyclés et recyclables, répondant aux normes de développement durable. Cent-soixante huit logements sur près de quatre hectares, sous la conduite des architectes Ott et Colin (lauréats d'Europan 5, programme d'architecture de 1997)[51].
- Rennes et Saint-Jacques-de-la-Lande (Ille-et-Vilaine) : le quartier de La Courrouze, qui a été labellisé « EcoQuartiers » par Cécile Duflot[52], est aménagé depuis 2005. D'une superficie de 140 ha, le projet prévoit en 2020 4 700 logements pour 10 000 habitants, 115 000 m2 de bureaux, 30 000 m2 d'équipements (écoles, transports en site propre, emprise métro), 20 000 m2 de commerces et 40 ha d'espaces verts[53].
- Strasbourg (Bas-Rhin) : la ZAC du Danube. Cet écoquartier est en cours de construction depuis 2013 ; jusqu'en 2020 environ. Il s'étend sur environ six hectares.

##### Projets
Jean-Louis Borloo a confié au député Bruno Bourg-Broc, président de la Fédération des maires des villes moyennes (FMVM), la présidence de la Commission d’analyse et d’appui du Plan Ville durable en 2010, qui a procédé à l’étude des candidatures des appels à projets Écoquartier et Écocité (pour le Ministère de l'Écologie, de l'Énergie, du Développement durable et de la Mer).
394 projets ont postulé au second appel à projet Écoquartiers (2011), dont près de 90 proviennent de communes de moins de 2 000 habitants, et environ 180 dossiers de communes de 2 000 à 20 000 habitants. Plus de 100 projets étant en phase opérationnelle, 140 en phase pré-opérationnelle. 50 % sont en ville renouvelée (sans extension urbaine, pour partie sur friches urbaines). Les résultats sont attendus pour l'automne 2011.
Voici les principaux projets en cours :
- Asnières-sur-Seine (Hauts-de-Seine) : Le Quartier de Seine Ouest, dont l'achèvement est prévu en 2025, se développe sur une ancienne friche industrielle de 16 hectares. La programmation se compose de logements (plus de 2 000), d'un hôtel, de trois résidences de services, de bureaux et activités, de commerces et services, d'une crèche, d'un groupe scolaire et d'un parc urbain central de plus de 1,5 ha qui relie le pôle multimodal à la Seine. L'écoquartier intègre une générosité de la trame verte et des espaces paysagers, une préservation et développement de la biodiversité (dont des nichoirs pour oiseaux sur les tours), une pacification de la circulation, la mise en place d'un réseau géothermique de chauffage urbain... 8 000 m² de toitures sont consacrés à l'agriculture urbaine (4 typologies d'usage répartis sur 51 toitures), ce qui en fait en superficie un des plus importants programmes d'agriculture urbaine développé en France. Le Quartier de Seine Ouest a été désigné en 2017 lauréat de l’appel à projets « Cent quartiers innovants et écologiques », lancé par la Région Île-de-France. L'opération a également obtenu label ÉcoQuartier étape 2 (écoquartier en chantier) en 2020[55].
- Avignon (Vaucluse) : un projet est en discussion depuis 2009 dans le sud de la ville, mais municipalité et riverains s'opposent encore sur certaines des orientations[56].
- Arpajon (Essonne) : Le projet d’écoquartier Les Belles Vues a été initié depuis 2009. Sur une surface de 56 hectares, cet écoquartier a obtenu en 2015 sa certification HQE Aménagement (Haute Qualité Environnementale)[57].
- Besançon (Doubs) : écoquartier des Vaites, le long duquel sera aménagé un TCSP notamment avec le futur tramway[58].
- Bordeaux (Gironde) : trois écoquartiers en cours de développement. L'écoquartier Ginko sur les berges du Lac de Bordeaux est une création complète d'aménagement d'un nouveau quartier, en bord de lac, intégrant habitat collectif HQE et BBC, transports collectifs, pistes cyclables, commerces de proximité, mixité sociale. Un autre écoquartier est en phase de projet : la rénovation de l'îlot Niel (quartier Bordeaux-Bastide), ancienne caserne qui va devenir une zone pilote autour de concepts environnementaux ambitieux. L'écoquartier « Les Akènes » (Quartier La Ramade) à Lormont, également en cours de construction sur l'ancienne friche industrielle de Siemens, propose un projet d’aménagement à forte qualité environnementale alliant mixité sociale et fonctionnelle : logements réalisés sous le label BBC, implantation d’une chaufferie biomasse (bois/gaz), cheminements doux, desserte de transports en commun en site propre, bureaux, commerces et services de proximité, un parc, un écosystème varié.
- Boulogne-Billancourt (Hauts-de-Seine) : l'écoquartier de Boulogne-Billancourt[59] dans le quartier du Trapèze. Cet écoquartier a une superficie de 74 hectares et pourra contenir à la fin de son aménagement jusqu'à 18 000 habitants. Cet écoquartier possède le label national d'écoquartier (MEDDE). Seulement treize écoquartiers ont reçu le label MEDDE en 2013. La géothermie amène 65 % de l'énergie dans le quartier du trapèze, ce qui permet de chauffer et de climatiser les bâtiments reliés à ce réseau d'énergie. Dans l'optique de rendre ce quartier dépendant aux énergies renouvelables, l'installation de panneaux photovoltaïques et d'une serre végétale dans le but de climatiser les bâtiments possédant cette installation. Dans ce quartier une école élémentaire et une maternelle auront des installations atypiques à d'autres écoles comme un mur végétal, des niches d'oiseaux, un verger et un potager. Les élèves de ces écoles auront aussi la chance de pouvoir pratiquer pendant 1 h 30 par jour de l'anglais. Les déplacements à vélo et les transports « doux » seront évidemment prioritairement utilisés par les habitants dans le but de réduire la pollution causée par les voitures et autres transports qui n'utilisent pas l'électricité pour fonctionner. Cet écoquartier se doit de respecter des critères précis pour pouvoir garder le label écoquartier comme il est expliqué plus haut dans cet article[60].
- Boulogne-sur-Mer (Pas-de-Calais) : création d'un écoquartier pour remplacer les friches industrielles situées derrière la gare principale[61].
- Bourges (Cher) : écoquartier Baudens sur le site d'un ancien hôpital militaire[62].
- Cabestany (Pyrénées-Orientales) : Premier écoquartier du département des Pyrénées-Orientales. Le quartier est actuellement en construction, il se situe sur la zone « Les Hauts du Moulinas »[63].
- Caen (Calvados) : Le projet Caen Presqu'île, initié en 2010 et qui devrait faire l'objet d'un Projet d'intérêt majeur (PIM), vise à reconquérir progressivement 600 hectares de friches industrielles en bâtissant un écoquartier qui se veut novateur et faisant la part belle à la circulation douce. Environ 7 000 logements sont prévus, à cheval entre Caen et les communes de Hérouville-Saint-Clair et Mondeville (Calvados). Les travaux, déjà entamés avec la construction de nouveaux équipements (TGI, Salle de musiques actuelles, médiathèque...) devraient se poursuivre avec la construction des premiers logements courant 2018.
- Cholet (Maine-et-Loire) : écoquartier du Val de Moine[64].
- Clermont-Ferrand (Puy-de-Dôme) : deux écoquartiers : Trémonteix (Livraison depuis 2014 jusqu'à 2020) et Champratel.
- Colmar (Haut-Rhin) : secteur Amsterdam, quartier Europe, deuxième semestre 2011 à 2013[65].
- Courcelles-lès-Lens (Pas-de-Calais) : la communauté d'agglomération d'Hénin-Carvin, la ville de Courcelles-lès-Lens (Pas-de-Calais) et Nexity Foncier Conseil (certifié ISO 14001) développent un écoquartier Le Domaine de la Marlière sur un espace de 6,8 km2 qui accueillera à terme environ 1 230 logements. Cette opération d'envergure nationale permettra de gérer les eaux pluviales, améliorer la biodiversité du site, préserver les sols, utiliser les énergies renouvelables, mettre en œuvre des constructeurs de haute qualité environnementale (HQE). Les aspects sociaux et économiques de l'opération seront mis en avant avec la création de logements pour primo-accédants auxquels s'ajouteront 20 % de logements sociaux, la création de locaux de services et de commerces de proximité, la réalisation d'une partie des travaux par des jeunes en réinsertion, etc.
- Créteil (Val-de-Marne) : plusieurs écoquartiers sont en construction, notamment vers le quartier de L'Echat.
- Douai (Nord) : la ZAC du Raquet en 2006, très vaste écoquartier de 12 000 habitants, mêlant préoccupations sociales et écologiques car il est associé à un secteur ANRU et sera desservi par la seconde ligne de tram et 15 km de pistes cyclables ; un canal et une trame verte et bleue permettront la gestion des eaux pluviales sur site (zéro rejet) et de maintenir et restituer les corridors écologiques ; la CAD (communauté d'agglomération du Douaisis), sous la présidence de Jean-Jacques Delille, pilote ce projet avec Florence Bougnoux, architecte-urbaniste associée de l'agence Seura, mandataire de l'équipe de maîtrise d'œuvre. Les premiers espaces publics et bâtiments répondant aux normes de très haute performance énergétique, associées au recours à des énergies renouvelables, devraient être livrés en 2009.
- Dunkerquois (Nord) : projet d'écoquartier de plus de 400 logements, à Grande-Synthe, avec maisons selon les conseils de Bill Dunster (inventeur de Bedzed) préfabriquée livrée en kit, (maison RuralZED conçue par ZEDfactory), à ossature en bois lamellé certifié FSC, avec 25 m2 de panneaux solaires intégrés et « ventilation naturelle à récupération de chaleur sans besoin électrique » ; ZAC de Bonne (Grand Prix national des écoquartier). Le surcoût apparent initial devrait être remboursé en dix ans par les économies d'énergie et de fonctionnement. Pour encourager la généralisation des écoquartiers, l'AGUR (Agence d'urbanisme) a en 2009 diffusé des fiches conseil[66].
- Grandvilliers (Oise) : quartier Chantereine.
- Gennevilliers (Hauts-de-Seine) : l’écoquartier Chandon République est situé sur les sept hectares de l’ancien site des établissements ETG / Renault, historiquement Chausson (carrosserie automobile) et sur deux hectares du site Calmette dont une partie de l’habitat existant sera conservé. Le projet d’écoquartier Chandon-République a été lauréat de l’appel à projets « Nouveau quartier urbain » (NQU) de la région Ile-de-France traduisant la qualité et l’ambition du projet tout en ouvrant le droit à une aide financière à la mise en œuvre pour les équipements publics principalement.
- Herbiers (Vendée) : écoquartier Val de la Pellinière.
- Issy-Les-Moulineaux (Hauts-de-Seine)[67] : création de l'écoquartier numérique en 2015.
- Haguenau (Bas-Rhin) : écoquartier Thurot.
- La Teste-de-Buch (Gironde) : au Sud du bassin d'Arcachon, s'est engagée à une démarche de création d'écoquartier sur le site d'un ancien hôpital en utilisant notamment un puits de pétrole présent à côté comme source d'énergie géothermique. Cette dernière couvrira 80 % des besoins énergétique destinés au chauffage[68].
- Le May-sur-Èvre (Maine-et-Loire), écoquartier de la Baronerie, création en 2014.
- Lille (Nord) a annoncé en mars 2006 la création à partir de 2007 d'un écoquartier. Peu après une Charte écoquartiers de Lille Métropole Communauté urbaine était proposée par la communauté urbaine[69]. L'écoquartier de la Zone de l'Union (80 ha) sera zone pilote ; son retour d'expérience et celui d'autres projets soutenus par LMCU servira à établir le contenu de la charte[70]. Fin 2009, la communauté urbaine annonce qu'une quinzaine d’écoquartiers sont en projet[71].
- Limeil-Brévannes (Val-de-Marne) a commencé la construction d'un écoquartier à énergie positive sur une ancienne balastière : Les Temps Durables.
- Merville (Nord) : en partenariat avec Nexity Foncier Conseil a lancé la commercialisation en mars 2007 de l'écoquartier Les jardins de Flandres qui accueillera 350 logements dans un souci de mixité sociale et de développement durable.
- Metz (Moselle) : L'écoquartier Les Coteaux de la Seille dans le sud de la ville au bord de la rivière Seille a commencé sa sortie de terre fin 2012, son urbanisation est régie par une convention de partenariat visant à la certification « Habitat & Environnement » ainsi que « NF Logement »[72], il devra pouvoir accueillir 4 000 habitants pour environ 1 600 logements, il comprendra commerces, infrastructures, espaces verts ainsi que des itinéraires cyclables[73]. Dans les quartiers nord de la ville a aussi débuté mi-2012, la construction de la ZAC du Sansonnet, basé quant à lui sur l'urbanisme durable, comprenant un parc paysager, accompagné de jardins divers[74].
- Montpellier (Hérault), onze écoquartiers sont actuellement construits ou en cours de construction : les Grisettes 20 hectares, Ovalie 35 hectares, Malbosc 38 hectares, Jardins de la Lironde 41 hectares, Jacques-Cœur 10 hectares, Rives Gauche 9 hectares, Parc Marianne 29 hectares, Consuls de Mer 8 hectares, République 20 hectares, Nouveau Saint-Roch 8 hectares, La Restanque 95 hectares[75].
- Nantes (Loire-Atlantique), trois écoquartiers sont actuellement en construction : « Bottière-Chénaie » bâti sur d'anciennes friches maraîchères (aménagé jusqu'en 2014), « Saint-Joseph de Porterie » aménagé 45 hectares avec à terme de 1 400 logements et la « Prairie-au-Duc » sur l'île de Nantes, le long du boulevard homonyme.
- Oulmes (Vendée) Les Écluzis, écoquartier rural situé dans le sud Vendée entre Fontenay-le-Comte et Niort. Les Ecluzis montrent que les écoquartiers ne sont pas l'apanage des grandes villes. Le but étant de mieux gérer l'espace agricole et de réduire la consommation des zones naturelles[76].
- Paris est en train de suivre le même mouvement avec la zone d'aménagement concerté occupant le site de l'ancien hôpital Boucicaut (ZAC Boucicaut) dans le 15e arrondissement ; les architectes Philippe Ameller, Jacques Dubois et associés d'une part, Philippe Guthmann d'autre part, y ont déjà achevé près de deux cents logements[77],[78] : création de l'écoquartier le 23 novembre 2015. Afin de partager une expérience de plus de dix ans en faveur du climat, Paris Batignolles Aménagement a édité, à l'occasion de la COP21, un document de présentation de l'ensemble des mesures adoptées par l'écoquartier. Il y a eu un autre écoquartier de plus petite échelle, dans le 20e arrondissement de Paris : Fréquel-Fontarabie.
- Perpignan (Pyrénées-Orientales), trois projets d'écoquartiers[79], dont un sur la zone du Pou de les Colobres qui concerne 2 000 logements, et distingué par le label national « Projets d'Avenir »[80].
- Pont-Audemer (Eure), futur écoquartier de la Cartonnerie[81].
- Ramonville-Saint-Agne (Haute-Garonne), écoquartier Maragon-Floralies, en construction depuis 2014[82].
- Rouen (Seine-Maritime) : notamment deux projets, l'écoquartier Flaubert de 92 hectares à l'ouest de la ville sur la rive gauche de la Seine[83],[84] et l'écoquartier Luciline de 9 ha, également à l'ouest de la ville sur la rive droite du fleuve[85].
- Saint-Étienne (Loire) : l'écoquartier Desjoyaux s'inscrit dans le cadre du programme de rénovation urbaine financée par l'ANRU. La Société d'équipement du département de la Loire (SEDL[86]), maître d'ouvrage délégué, a confié à l'architecte Frank Lebail de l'agence NOVAE[87], la conception de ce projet implanté dans un tissu urbain existant en lieu et place de friches industrielles et de logements insalubres. Ce projet est remarquable d'une part du fait de son implantation en flanc de colline globalement orienté plein nord (nécessitant une réflexion poussée et sur l'implantation, l'organisation et l'orientation du bâti) et d'autre part de sa proximité avec le centre-ville (renouvellement d'un tissu ancien dégradé permettant le réinvestissement d'un quartier délaissé et le développement de modes de déplacement diversifiés).
- Sarrebourg (Moselle) : écoquartier Gérôme, sur le site de l'ancienne caserne Gérôme[88].
- Strasbourg (Bas-Rhin) est engagée dans deux projets d'écoquartier. Le premier est l'écoquartier Danube qui prévoit 700 logements pour une livraison qui s'étalera jusqu'en 2020, se situant à proximité de la ZAC Étoile, dans une zone de « requalification » urbaine allant du centre-ville à la frontière allemande. Le deuxième concerne l'écoquartier des brasseries se situant sur d'anciennes friches industrielles ; il comportera 450 logements pour une livraison fin 2012[89].

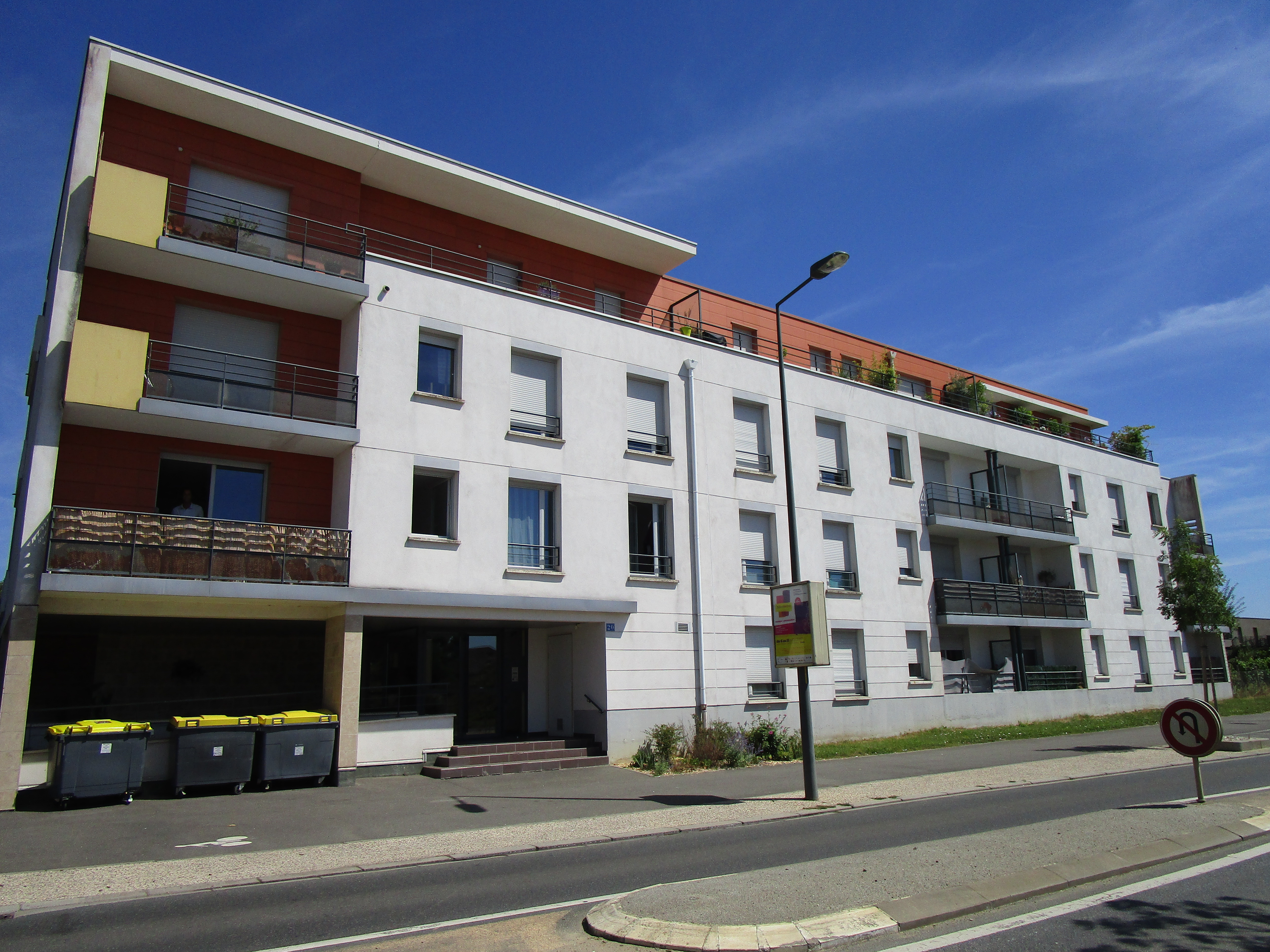
Le quartier Monconseil.

- Tours (Indre-et-Loire) : lauréat du concours Écoquartier 2011, l'écoquartier de Monconseil, en cours de réalisation jusqu'en 2021. Commencés en 2006, les travaux de viabilisation ont porté en premier lieu sur la création d'un jardin public d'un hectare, élément structurant du plan d'aménagement global. Les logements doivent tous être certifiés Habitat & Environnement. Situé au cœur de la partie nord de la ville et de l'agglomération, ce quartier est voulu comme un nouveau centre de gravité permettant de diminuer les déplacements urbains. Les thèmes majeurs concernent la forme urbaine en relation avec les quartiers environnants, les différents modes de transports doux, la gestion de l'eau, la gestion des déchets et la maîtrise des dépenses énergétiques. L'aménageur est Tour(s) Habitat (OPH), dans le cadre d'un traité de concession passé avec la Ville de Tours.

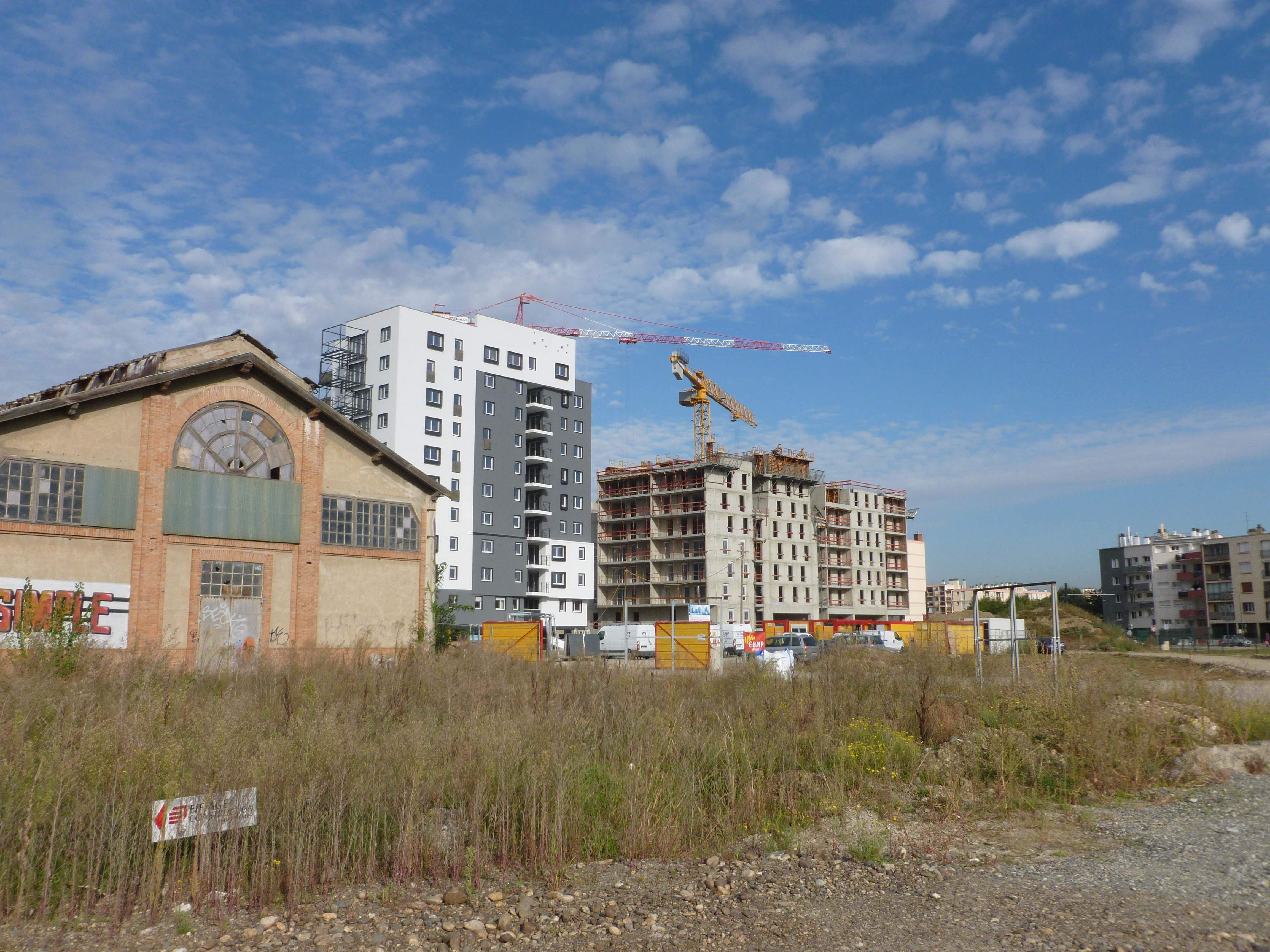
Chantier de la Cartoucherie. Toulouse. Décembre 2015.

- Toulouse (Haute-Garonne) : Écoquartier de la Cartoucherie, labellisé en décembre 2017[90]

### Japon
- Funabashi Morino City

### Pays-Bas
- Utrecht (le quartier Eva Lanxmeer à Culembourg)

### Royaume-Uni
- Londres (le quartier BedZED), Royaume-Uni

### Suède
- Malmö (BO01)
- Stockholm (Hammarby Sjöstad)
- Vastra Hamnen

### Suisse[91]
- Berne : l'écoquartier Oberfeld prévoit deux-cents logements sur 7,5 hectares de terrains agricoles proches de la ville. Début probable des travaux en 2010[92].
- Genève : actuellement, l'ancien site d'Artamis dans le quartier de La Jonction est en phase d'assainissement pendant quatre ans pour pouvoir construire un écoquartier sur le lieu-dit Carré Vert. La ville de Genève a lancé un concours d'architecture, terminé en février, remporté par le bureau lausannois Dreier Frenzel Architecture & Communication pour le projet Social Loft[93].
- Lausanne : un écoquartier de 2 000 logements est prévu sur une surface de 30 hectares au nord de la ville (l'écoquartier Pontaise-Blécherette[94]. Début du processus participatif en 2008. Une initiative populaire est déposée en 2008 contre une partie du projet de la municipalité lausannoise. Elle concerne une partie du périmètre prévu pour l'écoquartier. L'initiative est rejetée par près de 56 % de la population lausannoise le 27 septembre 2009[95]. Le concours d'urbanisme pour l'écoquartier pourra être lancé en 2010.
- Lausanne, Renens et Prilly : l'écoquartier Malley[96] prévoit d'accueillir 2 800 logements et 8 000 habitants-emplois sur 70 hectares répartis sur les trois communes. Travaux prévus de 2010 à 2020.
- Meyrin : un écoquartier appelé Les Vergers se trouve sur cette commune genevoise. 1 350 logements répartis dans 30 bâtiments sont prévus à terme[97].
- Neuchâtel : écoparc, quartier Minergie (42 kWh/m2/an) regroupant 91 logements. Terminé en 2007.
- Zurich : l'écoquartier Sihlbogen[98] abritera deux-cents logements. Surface du projet : 87,7 Hectares